# Cogoleto
Cogoleto é uma comuna italiana da região da Ligúria, província de Génova, com cerca de 9.100 habitantes. Estende-se por uma área de 20 km², tendo uma densidade populacional de 455 hab/km². Faz fronteira com Arenzano, Sassello (SV), Varazze (SV).

## Demografia
| Variação demográfica do município entre 1861 e 2011                               |
|                                                                                   |
| Fonte: Istituto Nazionale di Statistica (ISTAT) - Elaboração gráfica da Wikipedia |